# Площа Сокола-Батька

Пам'ятний знак у Львові, що нагадує про перший український національний стадіон. Він стоїть перед місцем, де колись містився стадіон Чарних.

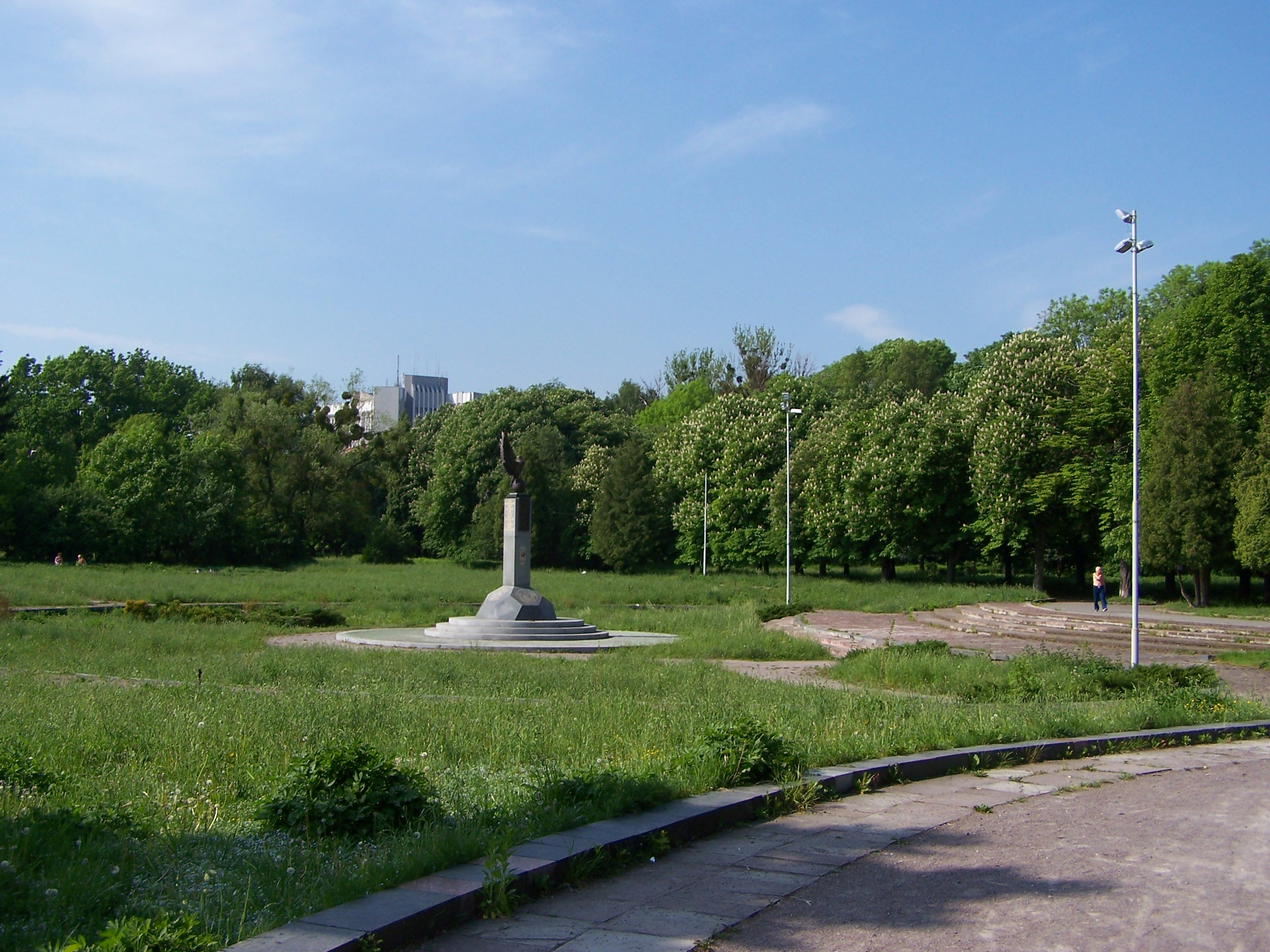
Пам'ятний знак у Стрийському парку, розташований за 300 м від місця, де 14 липня 1894 року відбувся перший на території України футбольний матч.

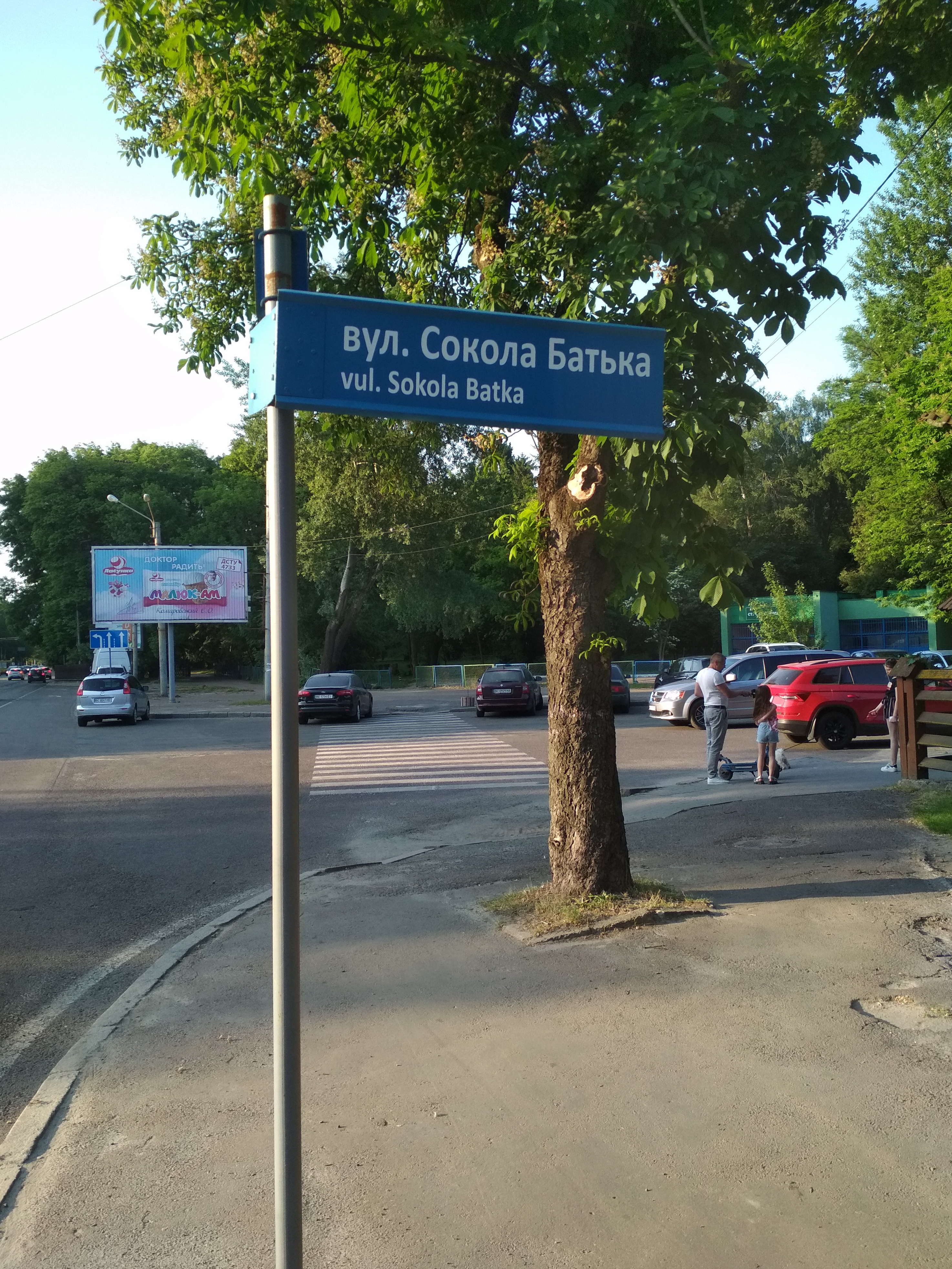
Табличка з назвою вулиці «Сокола-Батька».

Площа «Сокола-Батька» (серед інших назв Український майдан та Український город) — нині неіснуючий багатофункціональний стадіон у Львові, що діяв у 1911—1939 роках. Належав гімнастичному (руханковому) товариству «Сокіл-Батько». Був домашньою ареною СТ «Україна».
Стадіон містився на розі перекритої тепер вул. Козельницької та вул. Стрийської, там, де зараз розташована станція дитячої залізниці «Сонячна». Неподалік стоїть пам'ятний знак, але він розташований на місці іншого міжвоєнного стадіону «Чарних» (після війни називався «Динамо»).

## Історія
Уже 1894 року на цьому місці був спортивний об'єкт, на якому зокрема 14 липня 1894 року відбулися показові футбольні змагання, які вважаються першим матчем на території України. Пізніше на цій площі було запроєктовано велосипедний трек (1906), який використовувався «Товариством циклістів». 
10 вересня 1911 р. тут відбувся перший крайовий здвиг «Сокола-Батька», а товариство орендувало площу для проведення заходу. Восени 1911 року Іван Боберський виступив з ініціативою викупити закинутий велотрек у Стрийському парку, аби влаштувати там «Український город» – стадіон для потреб українського товариства «Сокіл». Для цього планували залучити заможних українських громадян, а згодом товариство мало від них цю ділянку відкупити.
До цієї спілки увійшли Іван Боберський, Микола Шухевич, Тадей Соловій, Кость Паньківський, Степан Федак, Микола Заячківський, Лесь Кульчицький, Кость Левицький, Іван Сполітакевич. Ділянку під стадіон виділили зі свого приватного ґрунту Юзефа та Клементина-Наталія Левицькі. Завдяки цій ініціативі площу вдалося викупити, випередивши польський клуб «Погонь». У 1908-1913 роках цей клуб винаймав майданчик на велодромі, аж поки не збудував власний стадіон неподалік. 
«Український город» коштував 133 855 австрійських корон, мав розмір 190 на 120 метрів. До складу комплексу входило футбольне поле розміром 160 на 70 метрів із трибуною на 270 сидячих місць, три тенісні корти, легкоатлетичні доріжки та велосипедний трек з повною довжиною кола 400 метрів. Територію продовжували розбудовувати, паралельно збираючи кошти на викуп всієї площі. На середину 1920-х років «Сокіл-Батько» володів уже 6-ма уділами, залишалося ще 14. 
1 листопада 1928 року українці Львова відзначили 10-ту річницю Листопадового чину, поліція спробувала розігнати літургію біля Собору Святого Юра, а радикально налаштована польська молодь напала на будинки українських установ («Просвіту», «Дністер», газету «Діло» та ін.). Вночі невідомі підпалили дерев'яну трибуну стадіону «Сокола-Батька», і вона повністю згоріла. Поліція не знайшла винних, а офіційна версія оголосила, що підпал влаштували самі українці для вчинення провокації. Через два роки схожа ситуація трапилася з сусіднім стадіоном «Чарних»: його дерев'яні трибуни підпалили невідомі, а польська поліція поклала вину на українських націоналістів.
1938 року місцева польська влада стала робити спроби ліквідувати стадіон «Сокола-Батька». Табулярним власником ділянки був Краєвий Союз Кредитовий «Центробанк», а фактичним — Руханкове Товариство «Сокіл-Батько». На той час розмір «Українського городу» становив 380 на 200 метрів, а загальна площа виносила 6,516 гектара. 24 березня 1939 року львівський воєвода надіслав товариству «Сокіл-Батько» розпорядження про вилучення території стадіону для військових цілей. Уже під час радянської окупації подібна доля спіткала стадіон «Поґоні».

## Меморіалізація
У 2001 р. перед будівлею Державної податкової адміністрації на вул. Стрийській, 35 (за ініціативою політичної партії — СДПУ(о)) було встановлено пам'ятний знак, на якому написано: «У 1911–1939 роках тут був спортивний майдан «Український Город» громадсько-політичного і гімнастично-пожежного товариства «Сокіл-Батько»». Однак насправді на цьому місці був стадіон клубу «Чарні» (потім — «Динамо»), а комплекс «Сокола-Батька» розташовувався північніше на 300 м, ближче до центру міста.
У 2004 р., з нагоди 110-річчя першого футбольного матчу, на території Стрийського парку було відкрито ще один пам'ятний знак, на якому написано: «Львів батьківщина українського футболу», «На цьому місці 14 липня 1894 року львівський «Сокіл» перемігши футбольну команду Кракова започаткував літопис українського футболу» і що пам’ятник споруджений «з нагоди 110-річчя першого в футбольного матчу Україні, на місці колишнього стадіону, де він відбувся». Але насправді цей пам’ятник стоїть на місці, де 1894 р. розміщувався павільйон Поппера, а футбольний матч проводили за 300 м на південний захід.
18 серпня 2022 року сесія Львівської міської ради ухвалила рішення перейменувати частину вулиці Козельницької, яка проходила з південної сторони колишнього стадіону, на вулицю «Сокола-Батька».